# Kriegerara
× Kriegerara, (abreviado Kgra) en el comercio, es un híbrido intergenérico entre los géneros de orquídeas Ada x Cochlioda × Odontoglossum × Oncidium. Fue publicado en Orchid Rev. 101(1193): 242 (1993).